# Ilhas Near

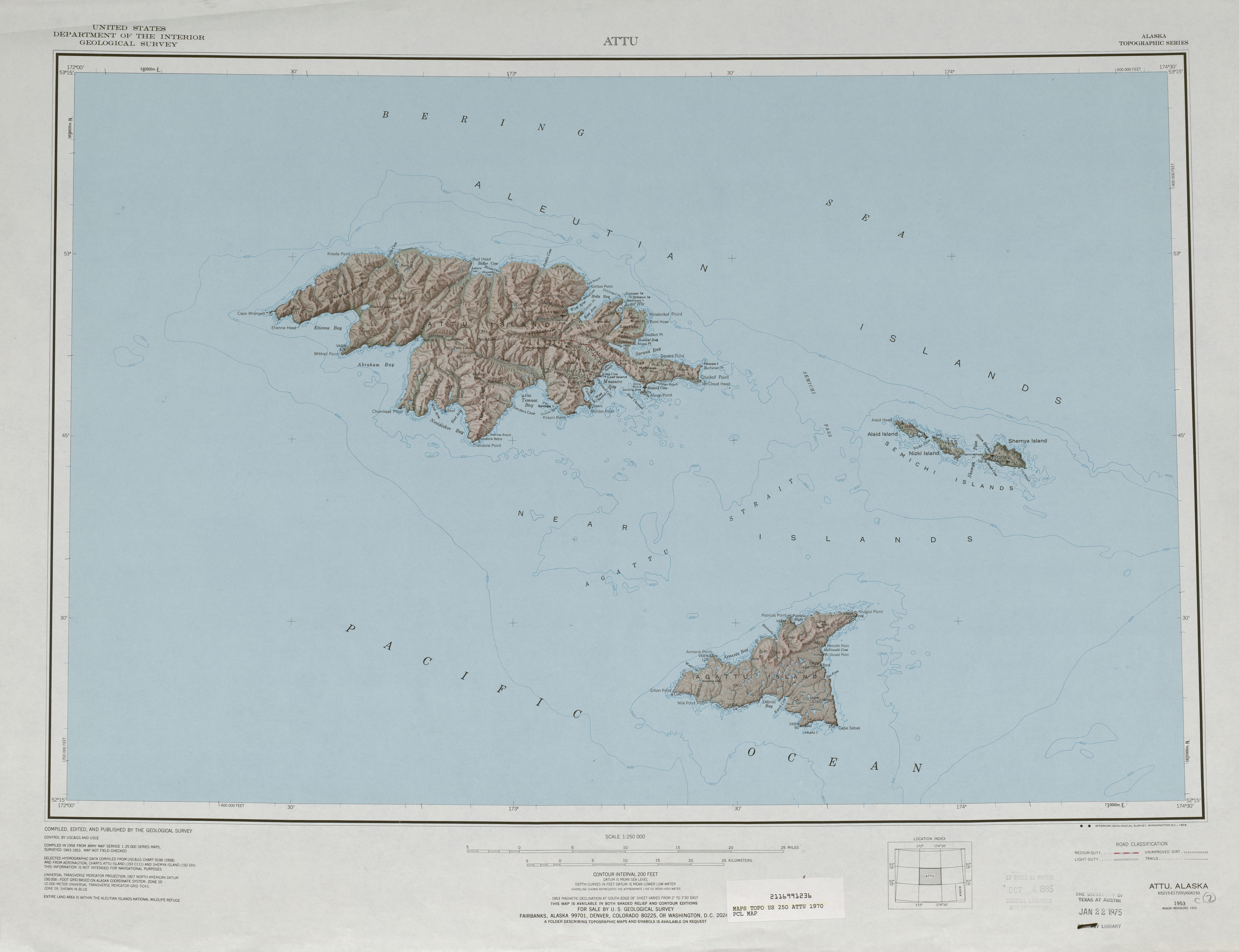
Mapa topográfico das ilhas Near

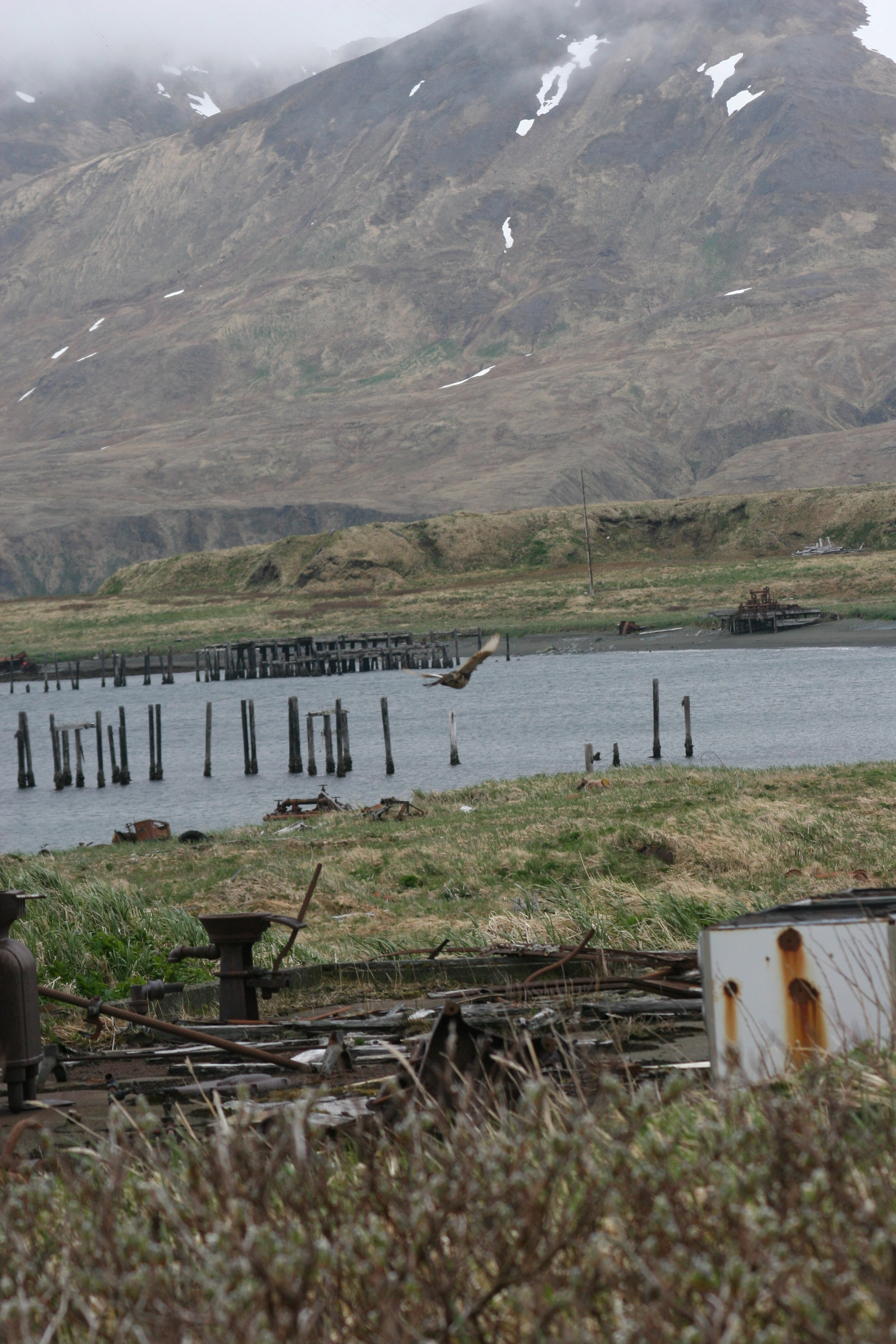
Attu, ilhas Near

As ilhas Near (em inglês:  Near Islands) são um grupo de pequenas ilhas no extremo ocidental das ilhas Aleutas, pertencentes ao Alasca, Estados Unidos. Administrativamente, pertencem à Região Censitária de Aleutians West.
As maiores ilhas neste arquipélago são Attu e Agattu. Além de alguns ilhéus no canal entre Attu e Agattu, as outras ilhas importantes são as ilhas Semichi a nordeste das primeiras, entre as quais se destacam a Alaid, Nizki e Shemya. A cerca de 20 milhas a sudeste de Shemya ficam uns pequenos recifes rochosos conhecidos como Ingenstrem Rocks. A área total de todo o arquipélago das Near é de 1143,785 km², e a população total era de 47 pessoas (no Censo dos Estados Unidos de 2000), quando a ilha Attu ainda era habitada pela guarnição da estação. A única ilha povoada atualmente é Shemya, que tinha 27 habitantes em 2010.
As ilhas foram designadas Near ("próximas" em inglês) por exploradores russos no princípio do século XVIII, devido a serem as ilhas aleutas mais próximas da Rússia. De facto, ficam mais próximas da Rússia do que do Alasca continental.
Durante a Segunda Guerra Mundial, o exército japonês invadiu e ocupou as ilhas Near em 1942. Forças norte-americanas retomaram o arquipélago na batalha de Attu em 1943, durante a Campanha das Ilhas Aleutas.